# Locomotiva FS 292
Le locomotive gruppo 292 erano locomotive a vapore con tender, con rodiggio 2-3-0, per treni merci che le Ferrovie dello Stato, dopo la prima guerra mondiale e il conseguente smembramento del parco Südbahn, ricevettero in conto riparazioni belliche

## Storia
Le locomotive del gruppo,  costruite per le esigenze di trazione dei treni merci della Südbahn e immatricolate come SB 32c, erano già una presenza abituale sulle linee del Tirolo, della Val Pusteria e del Carso che in seguito alla sconfitta dell'Austria nella prima guerra mondiale vennero incorporate nel territorio italiano. In seguito alla spartizione del parco rotabili della società austriaca esercente furono divise anche le locomotive 32c e ventinove unità toccarono alle FS italiane che le immatricolarono nel "gruppo 292" con i numeri progressivi 001-034. Le macchine entrate a far parte del parco FS erano in maggioranza di costruzione StEG; una parte minore era uscita dalle fabbriche Wiener Neustadt e Floridsdorf. Le locomotive 292 restarono in servizio fino alla fine degli anni venti ed entro il 1930 furono in buona parte radiate; le 292.015, 020 e 029 raggiunsero in servizio il 1932 e la 292.007, prodotta dalla StEG, il 1934.

## Caratteristiche
Le locomotive immatricolate dalle FS come gruppo 292 erano macchine a vapore saturo, a 2 cilindri a semplice espansione. La caldaia aveva una pressione massima di esercizio di 11 bar ed un fascio tubiero, composto da 191 tubi della lunghezza di 3.240 mm e del diametro di 40/45 mm ciascuno, la cui superficie di riscaldamento totale raggiungeva 118 m². A questa si aggiungevano 9,5 m² di superficie di riscaldamento costituiti dalla sezione posta al di sopra del cielo del forno la cui graticola aveva la superficie di 1,8 m².
Il motore era il semplice 2 cilindri a semplice espansione; ogni cilindro aveva il diametro di 420 mm e compiva una corsa di 610 mm. 
Le scorte di acqua del tender erano di 10,7 m³ di acqua e di 5,9 t di carbone e ciò garantiva una buona autonomia di servizio.
Il dispositivo frenante era a vuoto tipo Hardy(quello più diffuso nelle ferrovie austriache) e pertanto le macchine vennero utilizzate inizialmente solo sulle linee ex-austriache al traino di materiale con freno a vuoto.

## Corrispondenza locomotive ex SB e numerazione FS[4]
| Numero e gruppo FS | numero e gruppo SB | fabbrica        | anno di fabbricazione | demolizione o alienazione |
| ------------------ | ------------------ | --------------- | --------------------- | ------------------------- |
| 292.001            | 32c.1616           | StEg            | 1884                  | 1931                      |
| 292.002            | 32c.1617           | StEg            | 1884                  | 1926                      |
| 292.003            | 32c.1618           | StEg            | 1884                  | 1926                      |
| 292.004            | 32c.1619           | StEg            | 1884                  | 1925                      |
| 292.005            | 32c.1621           | StEg            | 1885                  | 1928                      |
| 292.006            | 32c.1624           | StEg            | 1885                  | 1925                      |
| 292.007            | 32c.1625           | StEg            | 1885                  | 1934                      |
| 292.008            | 32c.1626           | StEg            | 1885                  | 1930                      |
| 292.009            | 32c.1627           | StEg            | 1885                  | 1930                      |
| 292.010            | 32c.1632           | StEg            | 1888                  | 1925                      |
| 292.011            | 32c.1633           | StEg            | 1889                  | 1930                      |
| 292.012            | 32c.1634           | StEg            | 1889                  | 1926                      |
| 292.013            | 32c.1635           | StEg            | 1889                  | 1931                      |
| 292.014            | 32c.1636           | StEg            | 1889                  | 1931                      |
| 292.015            | 32c.1637           | StEg            | 1889                  | 1932                      |
| 292.016            | 32c.1638           | StEg            | 1889                  | 1926                      |
| 292.017            | 32c.1640           | StEg            | 1889                  | 1930                      |
| 292.018            | 32c.1641           | StEg            | 1889                  | 1930                      |
| 292.019            | 32c.1642           | Wiener Neustädt | 1890                  | 1928                      |
| 292.020            | 32c.1643           | Wiener Neustädt | 1890                  | 1932                      |
| 292.021            | 32c.1644           | Wiener Neustädt | 1890                  | 1931                      |
| 292.022            | 32c.1647           | Floridsorf      | 1890                  | 1928                      |
| 292.023            | 32c.1648           | Floridsorf      | 1890                  | 1928                      |
| 292.024            | 32c.1639           | Floridsorf      | 1889                  | 1925                      |
| 292.025            | 32c.1659           | Floridsorf      | 1894                  | 1931                      |
| 292.026            | 32c.1660           | Floridsorf      | 1894                  | 1930                      |
| 292.027            | 32c.1661           | StEG            | 1895                  | 1930                      |
| 292.028            | 32c.1662           | StEG            | 1895                  | 1930                      |
| 292.029            | 32c.1663           | StEg            | 1895                  | 1932                      |
| 292.030            | 32c.1628           | StEg            | 1885                  | ?                         |
| 292.031            | 32c.1629           | StEg            | 1885                  | ?                         |
| 292.032            | 32c.1630           | StEg            | 1885                  | ?                         |
| 292.033            | 32c.1631           | StEg            | 1885                  | ?                         |
| 292.034            | 32c.1623           | StEg            | 1885                  | 1925                      |